# Pintura simbolista

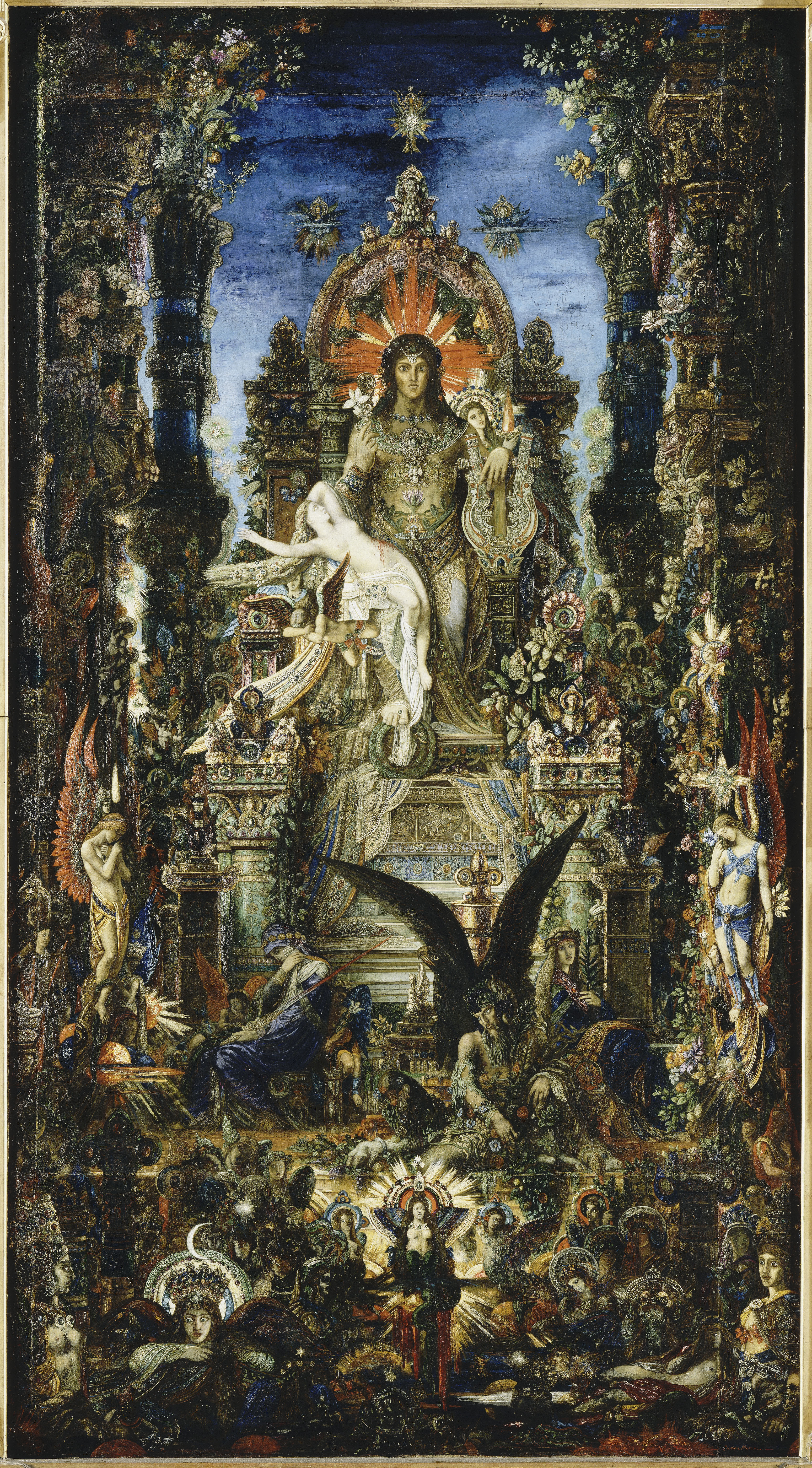
Júpiter y Sémele (1894-1895), de Gustave Moreau, Museo Gustave Moreau, París

La pintura simbolista fue una de las principales manifestaciones artísticas del simbolismo, un movimiento cultural surgido a finales del siglo XIX en Francia y que se desarrolló por diversos países europeos. El inicio de esta corriente se dio en poesía, especialmente gracias al impacto de Las flores del mal de Charles Baudelaire (1868), que influyó poderosamente en una generación de jóvenes poetas entre los que destacan Paul Verlaine, Stéphane Mallarmé y Arthur Rimbaud. El término «simbolismo» fue acuñado por Jean Moréas en un manifiesto literario publicado en Le Figaro en 1886. Las premisas estéticas del simbolismo pasaron de la poesía a otras artes, especialmente la pintura, la escultura, la música y el teatro. La cronología de este estilo es difícil de establecer: el punto álgido se encuentra entre 1885 y 1905, pero ya desde los años 1860 había obras que apuntaban al simbolismo, mientras que su culminación puede establecerse en el inicio de la Primera Guerra Mundial.
En pintura, el simbolismo fue un estilo de corte fantástico y onírico que surgió como reacción al naturalismo de la corriente realista e impresionista, frente a cuya objetividad y descripción detallada de la realidad opusieron la subjetividad y la plasmación de lo oculto y lo irracional; frente a la representación, la evocación o la sugerencia. Así como en poesía el ritmo de las palabras servía para expresar un significado trascendente, en pintura se buscó la forma de que el color y la línea expresasen ideas. En este movimiento, todas las artes estaban relacionadas y así a menudo se comparaba la pintura de Redon con la poesía de Baudelaire o la música de Debussy.
Este estilo puso un especial énfasis en el mundo de los sueños y el misticismo, así como en diversos aspectos de la contracultura y la marginalidad, como el esoterismo, el satanismo, el terror, la muerte, el pecado, el sexo y la perversión —es sintomático en este sentido la fascinación de estos artistas por la figura de la femme fatale—. Todo ello se manifestó en consonancia con el decadentismo, una corriente cultural finisecular que incidía en los aspectos más existenciales de la vida y en el pesimismo como actitud vital, así como la evasión y la exaltación del inconsciente. Otra corriente ligada al simbolismo fue el esteticismo, una reacción al utilitarismo imperante en la época y a la fealdad y materialismo de la era industrial. Frente a ello, se otorgó al arte y a la belleza una autonomía propia, sintetizada en la fórmula de Théophile Gautier «el arte por el arte» (L'art pour l'art). Algunos artistas simbolistas también estuvieron vinculados a la teosofía y a organizaciones esotéricas como los Rosacruz. Cabe señalar que estilísticamente hubo una gran diversidad dentro de la pintura simbolista, como se denota comparando el exotismo suntuoso de Gustave Moreau con la serenidad melancólica de Pierre Puvis de Chavannes.
El simbolismo pictórico estuvo relacionado con otros movimientos anteriores y posteriores: se suele considerar al prerrafaelismo como un antecedente de este movimiento, al tiempo que ya comenzado el siglo XX entroncó con el expresionismo, especialmente gracias a figuras como Edvard Munch y James Ensor. Por otro lado, se consideran simbolistas o directamente relacionadas con el simbolismo algunas escuelas o asociaciones artísticas como la Escuela de Pont-Aven o el grupo de los Nabis. También fueron herederos en cierta medida del neoimpresionismo, cuya técnica puntillista fue la primera en romper con el naturalismo impresionista. Por otro lado, el postimpresionista Paul Gauguin ejerció un poderoso influjo en los inicios del simbolismo, gracias a su vinculación con la Escuela de Pont-Aven y el cloisonismo. Esta corriente estuvo vinculada también al modernismo, conocido como art nouveau en Francia, Modern Style en Reino Unido, Jugendstil en Alemania, Sezession en Austria o Liberty en Italia.

## Características generales

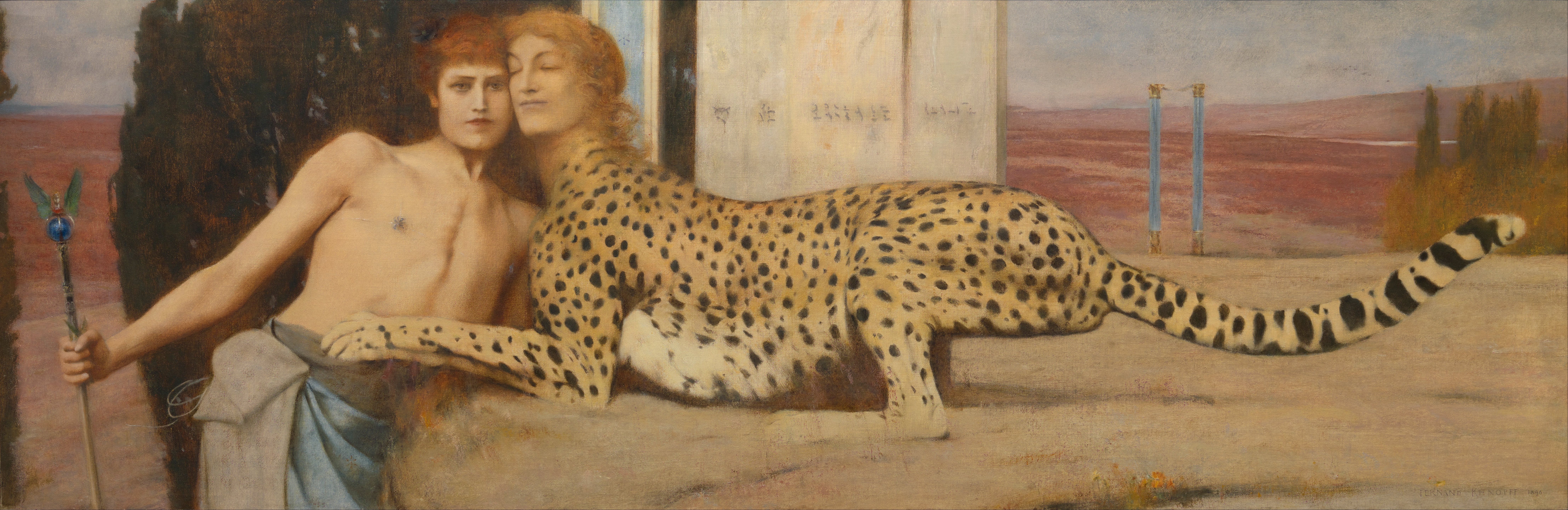
El arte (Las caricias, la esfinge) (1896), de Fernand Khnopff, Musées Royaux des Beaux-Arts de Belgique, Bruselas

El simbolismo surgió como reacción a las múltiples tendencias vinculadas al realismo en el ámbito de la cultura a lo largo del siglo XIX. Factores como el progreso de la ciencia desde el Renacimiento —que en esta centuria propició el positivismo científico—, el desarrollo de la industria y el comercio originado con el capitalismo y la Revolución industrial, la preferencia de la burguesía por el naturalismo cultural y el surgimiento del socialismo con su tendencia al materialismo filosófico, propiciaron a lo largo del siglo una clara preferencia por el realismo artístico, que se denotó en movimientos como la pintura realista y el impresionismo. En contraposición a ello, primero los poetas y luego los artistas expresaron un nuevo modo de entender la vida, más subjetivo y espiritual, un reflejo de su angustia existencial en un tiempo de pérdida de valores tanto morales como religiosos, motivo por el cual se adentraron en la búsqueda de un nuevo lenguaje y una nueva categoría de valores que manifestasen su mundo interior, sus creencias, sus emociones, sus temores, sus anhelos. Según Johannes Dobai, «el arte simbolista tiende a generalizar, a través de las imágenes, una experiencia individual, o mejor inconsciente, del mundo».
El simbolismo fue un movimiento ecléctico, que aglutinó a una serie de artistas con preocupaciones y sensibilidades comunes. Más que un estilo homogéneo, fue una amalgama de estilos agrupados por una serie de factores comunes, como temáticas, modos de entender la vida y el arte, influencias literarias y musicales, y una oposición al realismo y al positivismo científico. Fue un movimiento en ocasiones contradictorio, que mezclaba el anhelo de modernidad y de ruptura con la tradición con la nostalgia por el pasado, la fealdad del decadentismo con la belleza del esteticismo, la serenidad con la exaltación, la razón con la locura. Existe además una imbricación entre diversos estilos que coexisten simultáneamente: neoimpresionismo y postimpresionismo, modernismo, simbolismo, sintetismo, ingenuismo; así como entre las artes plásticas: pintura, escultura, ilustración, artes decorativas, y entre estas y la poesía, el teatro, la música.

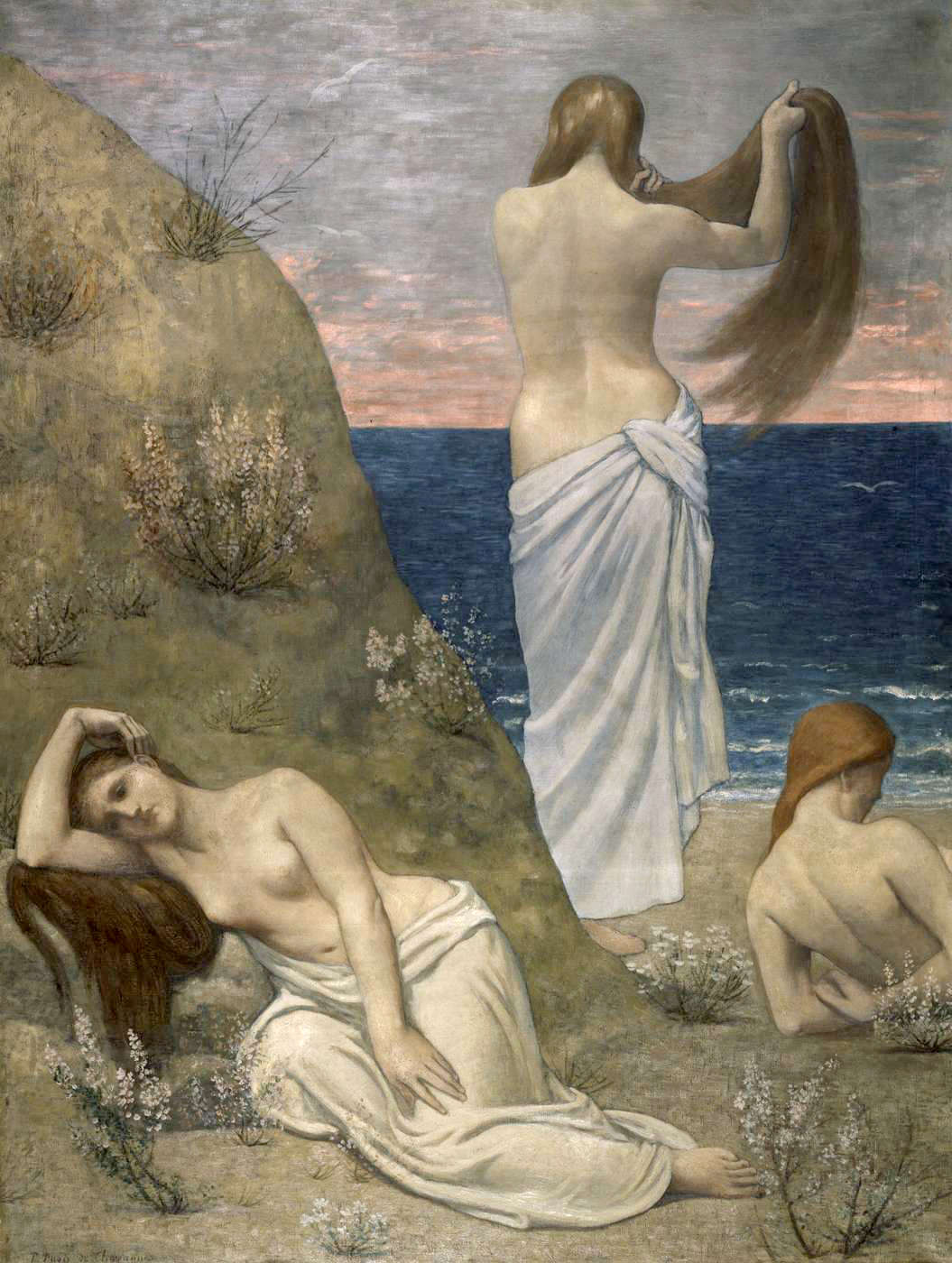
Muchachas a orillas del mar (1879), de Pierre Puvis de Chavannes, Museo de Orsay, París

La historiografía del arte se ha encontrado con dificultades para establecer unos parámetros estilísticos comunes al simbolismo. Por un tiempo se consideró simbolista cualquier obra de arte de la segunda mitad del siglo XIX de contenido onírico o psicológico. Finalmente se consideró que era una corriente cultural de amplio espectro que abarcaba una línea temporal entre finales del siglo XIX y principios del xx desarrollada en toda Europa —incluyendo Rusia— y con algunas reminiscencias en Estados Unidos, una corriente que aglutinaba total o parcialmente diversos estilos autónomos, como el prerrafaelismo inglés, los Nabis franceses, el modernismo presente por ejemplo en Gustav Klimt o incluso un incipiente expresionismo perceptible en la obra de Edvard Munch. Según Philippe Jullian, «no ha existido jamás una escuela simbolista de pintura, sino más bien un gusto simbolista».
El simbolismo exalta la subjetividad, la vivencia interior. Según Amy Dempsey, «los simbolistas fueron los primeros artistas que declararon que el verdadero objetivo del arte era el mundo interno del estado de ánimo y las emociones, más que el mundo objetivo de las apariencias externas». Para ello, utilizaron el símbolo como vehículo de expresión de sus emociones, que se plasmó en imágenes de fuerte contenido subjetivo e irracional, en las que predominan los sueños, las visiones, los mundos fantásticos recreados por el artista, con una cierta tendencia a lo mórbido y perverso, al erotismo atormentado, la soledad y la angustia existencial.
En este estilo, el símbolo es un «agente de comunicación con el misterio», que permite expresar intuiciones y procesos mentales ocultos de una manera que no sería posible en un medio de expresión convencional. El símbolo hace patente lo ambiguo, lo misterioso, lo inexpresable, lo oculto. El arte simbolista exalta la idea, lo latente, lo subjetivo, es una exteriorización del yo del artista. De ahí su interés por los conceptos intangibles, la religión, la mitología, la fantasía, la leyenda, así como el hermetismo, el ocultismo e incluso el satanismo. Según el crítico Roger Marx eran artistas que pretendían «dar forma al sueño».

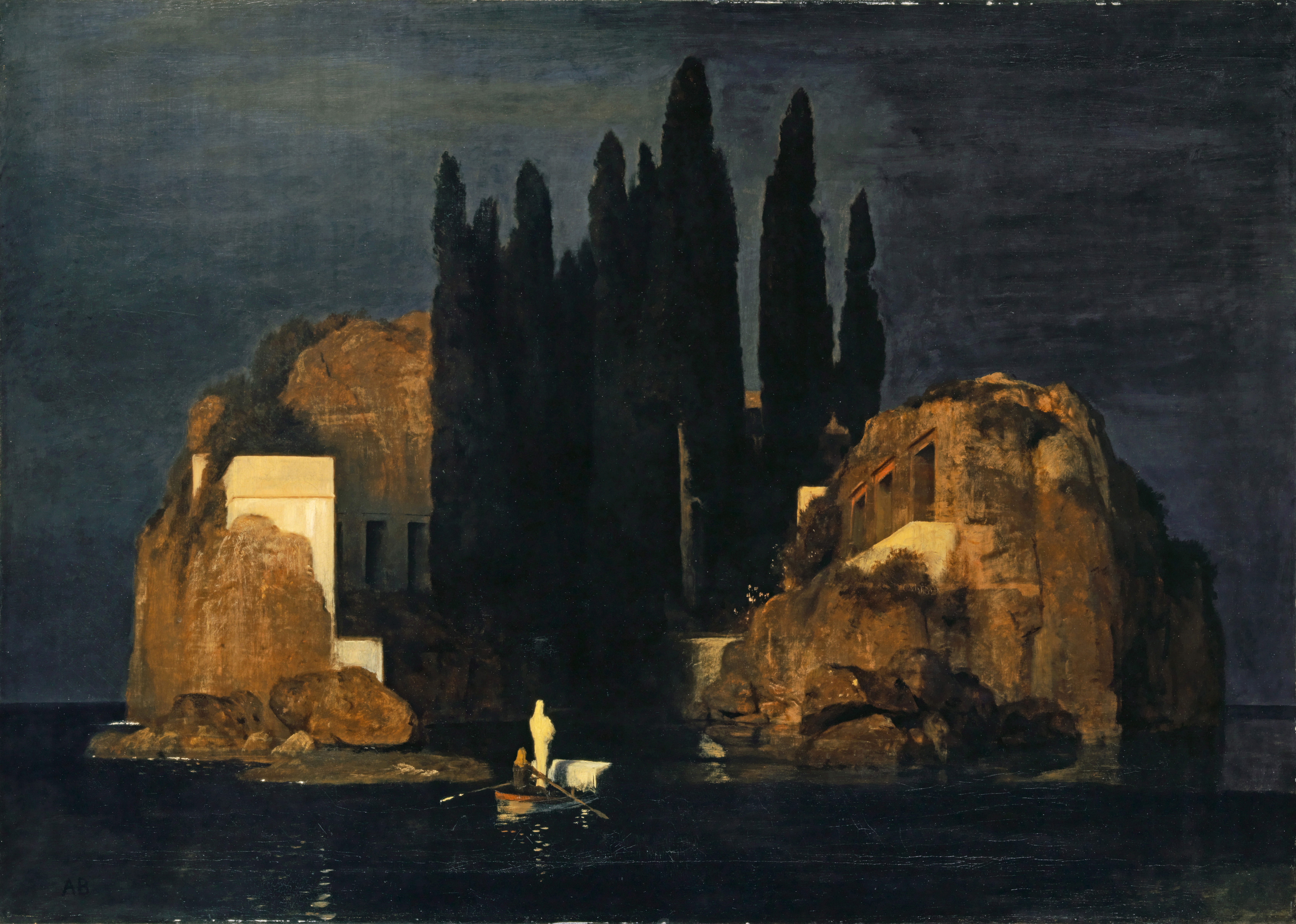
La isla de los muertos (1880), de Arnold Böcklin, Kunstmuseum, Basilea

Frente al naturalismo se defiende la artificiosidad, frente a lo moderno lo primitivo, frente a lo objetivo lo subjetivo, frente a lo racional lo irracional, frente al orden social la marginación, frente a lo consciente lo oculto y misterioso. El artista ya no recrea la naturaleza, sino que construye su propio mundo, se libera expresiva y creativamente, aspira a la obra de arte total, en la que cuida de todos los detalles y se convierte en creador absoluto. Paul Cézanne consideraba el arte como «una armonía paralela a la naturaleza»; y Oscar Wilde afirmó que «el arte es siempre más abstracto de lo que imaginamos. La forma y el color nos hablan de forma y color, y eso es todo». Con el arte simbolista se consigue la autonomía del lenguaje artístico: el arte rompe con la tradición y construye un universo paralelo, abonando un terreno virgen que servirá de cimiento para nuevas formas de entender el arte a principios del siglo XX: las vanguardias históricas.
El simbolismo fue también un intento de salvar la cultura humanística occidental, puesta en entredicho desde que la revolución copernicana relegara la Tierra como centro del universo y, especialmente, desde que la teoría de la evolución darwiniana relegara al ser humano de su condición de soberano de la creación. Frente al excesivo cientificismo de la cultura decimonónica occidental, los simbolistas pretenden recuperar los valores humanos, pero se encuentran en un escenario en que estos están ya desvirtuados, en crisis, por lo que lo que recuperan son unos valores en decadencia, el lado más oscuro del ser humano, pero el único que pueden rescatar. Según el historiador del arte Jean Clair, su «objetivo fue transformar la crisis cultural que alcanzó su cénit en la belle époque en una cultura de la crisis».

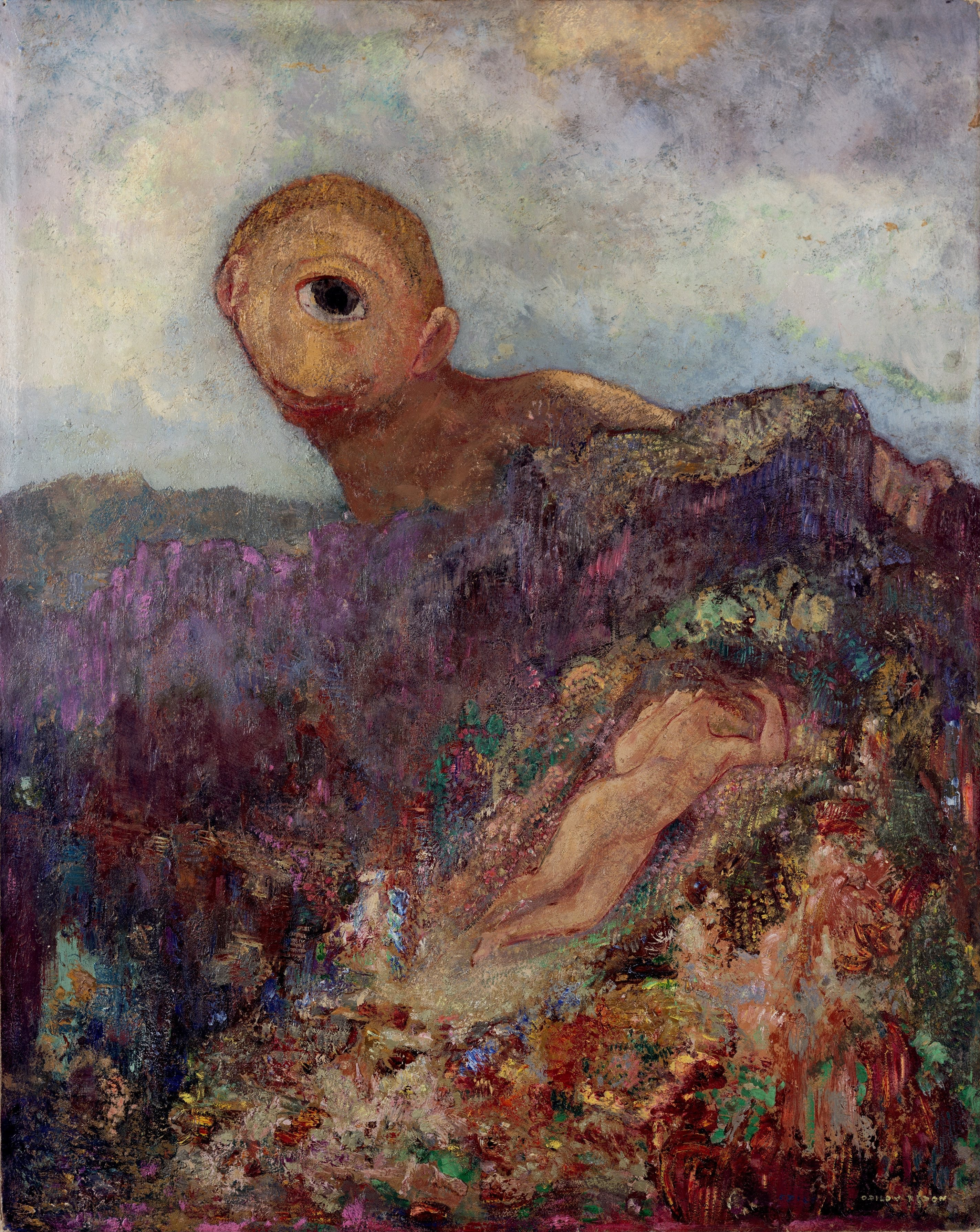
El cíclope (1914), de Odilon Redon, Museo Kröller-Müller, Otterlo

Uno de los rasgos esenciales del simbolismo fue la subjetividad, la exaltación del individualismo, del temperamento personal, de la rebelión individual. Remy de Gourmont decía que «el simbolismo es, aunque excesiva, intempestiva y pretenciosa, la expresión del individualismo en el arte»; y Odilon Redon opinaba que «el futuro está en un mundo subjetivo». Esta exaltación de la voluntad individual conlleva la ausencia en esta corriente de unos sellos estilísticos distintivos comunes a todos los artistas, a los que une más una serie de conceptos abstractos que no un programa metodológico establecido. Entre estos conceptos compartidos se encuentran el misticismo, la religiosidad y el esteticismo, ligados a una filosofía idealista impregnada del pesimismo finisecular que tiene su máxima expresión en Nietzsche y Schopenhauer. Asimismo, es común a la mayoría de estos artistas el gusto por la magia, la teosofía y las ciencias ocultas, y cierta atracción por el satanismo. En relación con ello, una obra de referencia para los artistas simbolistas fue La filosofía del inconsciente de Eduard von Hartmann (1877), en la que se afirmaba que el arte debía ser un método de penetrar en el inconsciente y revelar sus más ocultos misterios.
En relación con el gusto por lo misterioso e inconsciente, los simbolistas mostraron una especial preferencia por la alegoría, por la representación de ideas a través de imágenes evocadoras de esas ideas. Para ello recurrieron a menudo a la emblemática, la mitología y la iconografía relacionada con las leyendas medievales y las figuras del folclore popular, especialmente en los países germánicos y escandinavos. Otra variante de lo oculto fue la atracción por el erotismo, latente en artistas como Moreau o Redon y evidente en Rops, Stuck, Klimt, Beardsley o Mossa. En última instancia, esta atracción llevó también a explorar la muerte o la enfermedad, como en Munch, Ensor y Strindberg.

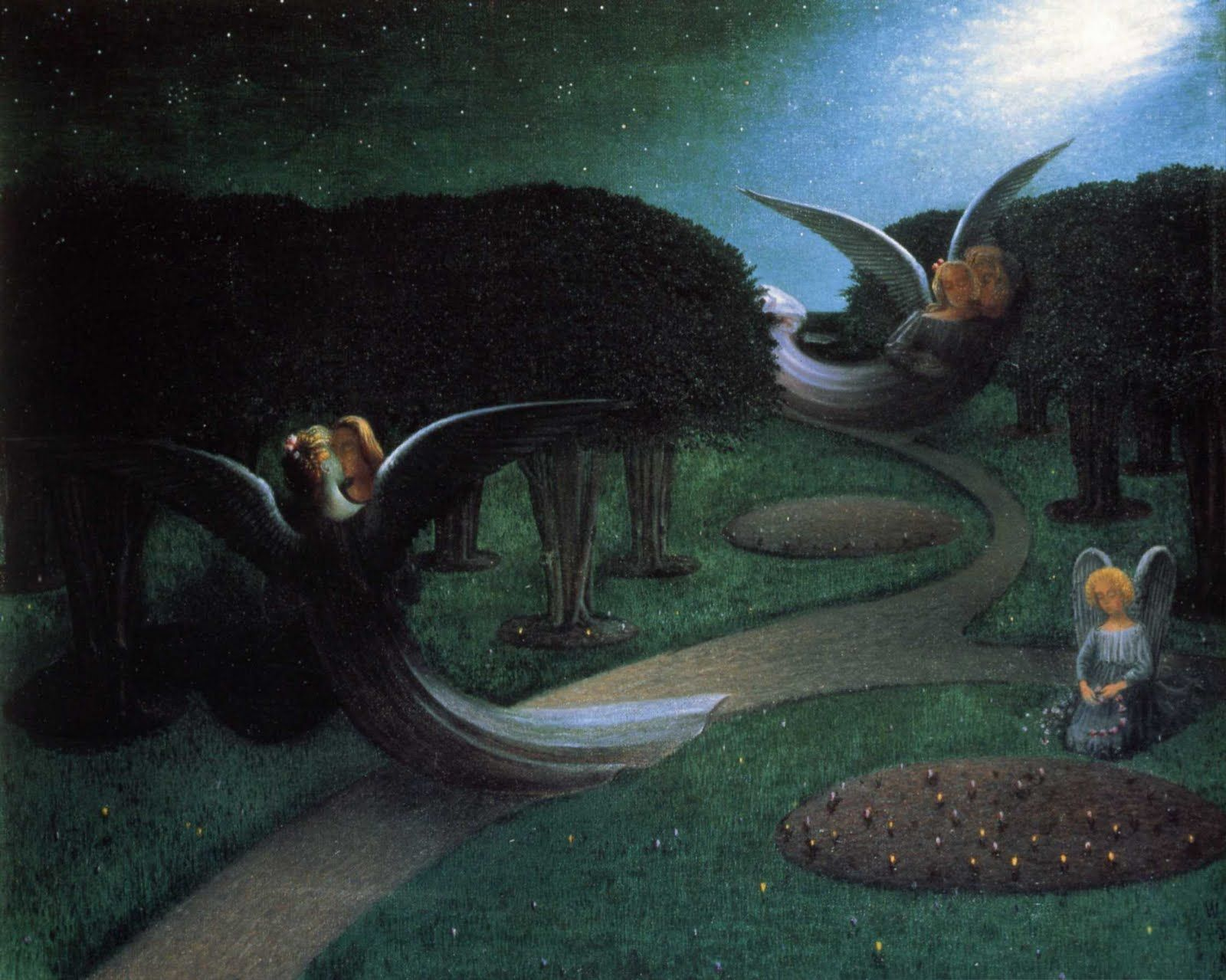
Ángeles de la noche (1891), de William Degouve de Nuncques, Museo Kröller-Müller, Otterlo

Otra de las características del arte simbolista fue la sinestesia, la búsqueda de una relación entre las cualidades pictóricas (línea, color, ritmo) y otras cualidades sensoriales como el sonido y el aroma: así, Gauguin hablaba del «aspecto musical» de su arte; Rimbaud relacionó las vocales con colores (A-negro, E-azul, I-rojo, O-amarillo, U-verde); Baudelaire también aplicaba colores a los perfumes. Esta intrrelación entre los sentidos fue teorizada por Baudelaire en su Correspondence (1857), en el que defendía la expresividad del arte como medio de satisfacer todos los sentidos de forma simultánea. Por otro lado, el lituano Mikalojus Konstantinas Čiurlionis, que era pintor y compositor, creó una teoría por la que el color era el punto de unión entre las diversas artes, que en pintura era el eslabón entre los diversos motivos y en música era una imagen del «orden cósmico divino».
La pintura simbolista defendía la composición de memoria frente a la pintura à plein air defendida por el impresionismo. Uno de sus rasgos esenciales fue la línea, en contornos sinuosos de apariencia orgánica, una línea fluida y dinámica, estilizada, en que la representación pasa del naturalismo a la analogía. Se reclama la bidimensionalidad inherente a la pintura, abandonando la perspectiva y la representación de un espacio ilusorio, la gravedad, la apariencia tridimensional.
Entre los motivos preferidos por los simbolistas se encuentran temas tradicionales —aunque frecuentemente reinterpretados— y de nueva invención. Entre los primeros se encuentran los retratos, los paisajes y la pintura narrativa de cuentos y leyendas, que sirven como nuevas vías de simbolización de conceptos como el amor, la soledad, la nostalgia, etc. El retrato simbolista es de introspección psicológica, frecuentemente idealizado, especialmente en la mujer, en la que se destacan los ojos, la boca y el cabello. Baudelaire comparaba los ojos con joyas y los cabellos con una sinfonía de aromas o un mar de olas. Los ojos se consideraban espejos del alma, generalmente nostálgica y melancólica. En cuanto a la boca, podía ser grande como una flor o pequeña como símbolo de silencio, como en la obra de Fernand Khnopff. En cuanto al paisaje, se preferían —al igual que en el Romanticismo— los lugares solitarios y nostálgicos, evocadores, sugerentes, preferentemente agrestes y abandonados, no mancillados por el hombre, en horizontes abiertos, casi infinitos. No suelen ser paisajes vacíos, sino que en general se recurre a la presencia humana, para la que el paisaje es un vehículo de evocación o una proyección de estados psíquicos.

### Antecedentes

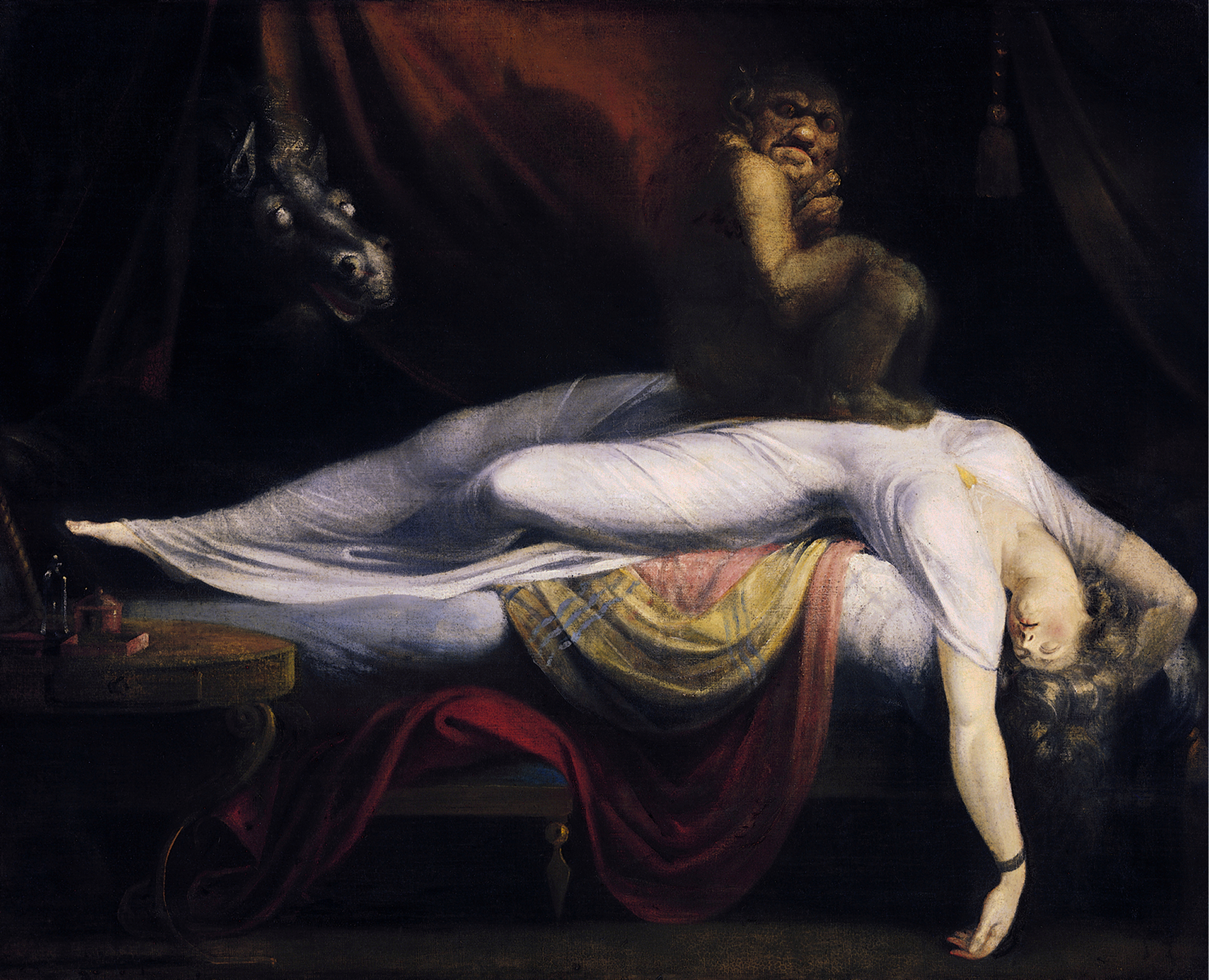
La pesadilla (1781), de Johann Heinrich Füssli, Detroit Institute of Arts, Detroit

El simbolismo entendido como vía de expresión del «símbolo», es decir, de un tipo de contenido ya sea escrito, sonoro o plástico que tiene como fin trascender la materia para significar un orden superior de elementos intangibles, ha existido siempre en el arte como manifestación humana, una de cuyas cualidades ha sido siempre la evocación espiritual y la búsqueda de un lenguaje que trascienda la realidad. Así, la presencia del símbolo en el arte se percibe ya desde la pintura rupestre prehistórica y ha sido una constante sobre todo en el arte vinculado a creencias religiosas, desde el arte egipcio o azteca hasta el cristiano, islámico, budista o de cualquiera de las múltiples religiones que han surgido a lo largo de la historia. Un trasfondo simbólico ha estado presente en la mayoría de movimientos artísticos modernos, como el Renacimiento, el manierismo, el Barroco, el rococó o el Romanticismo. En general, estos movimientos se han ido contraponiendo a otros que ponían un mayor énfasis en la descripción de la realidad —una tendencia conocida en general como naturalismo—, como el academicismo, el Neoclasicismo, el realismo o el impresionismo.

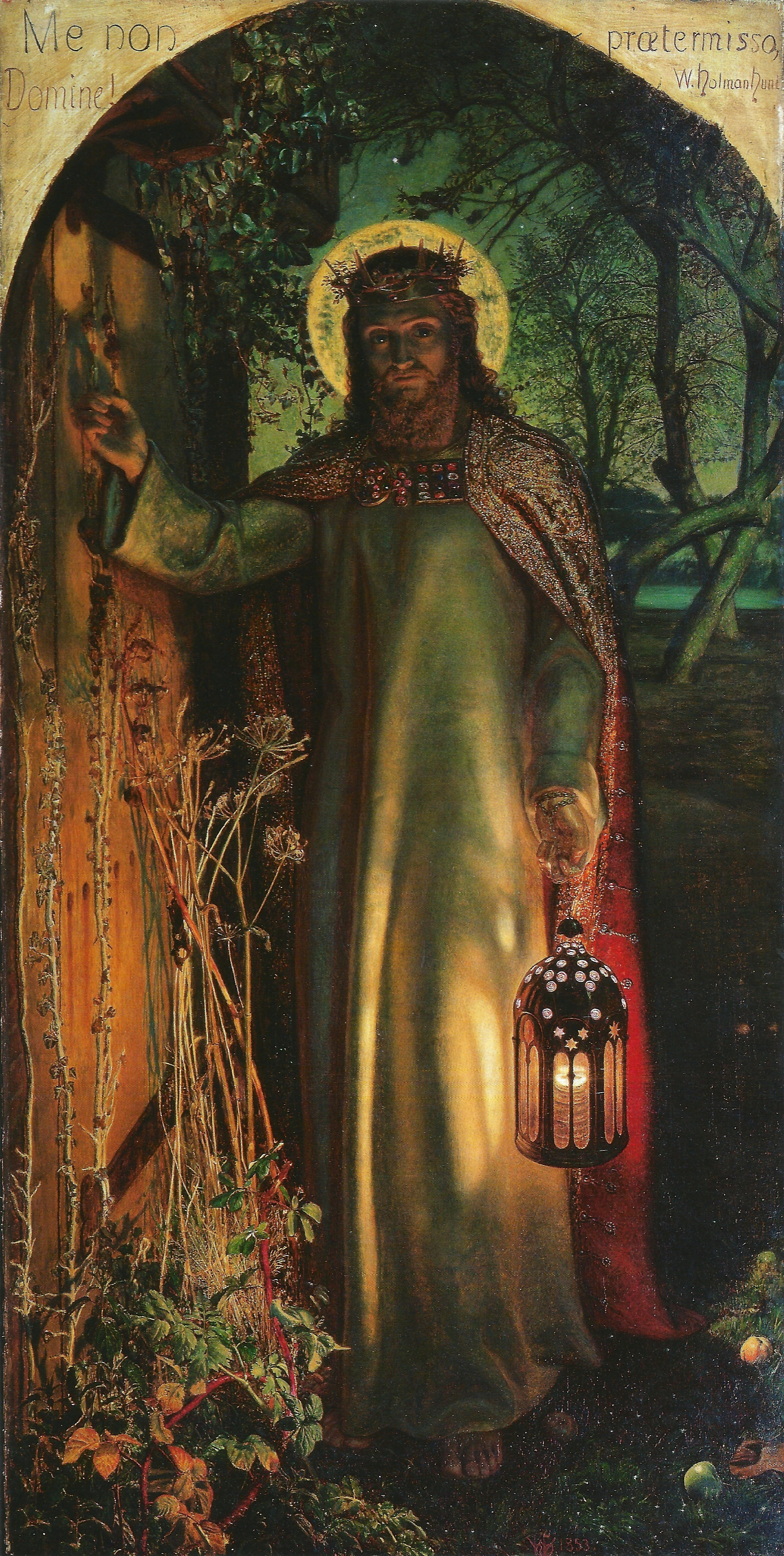
La luz del mundo (1853), de William Holman Hunt, Keble College, Universidad de Oxford

Algunos artistas renacentistas como Botticelli y Mantegna ejercieron una gran influencia sobre los pintores simbolistas: el primero especialmente en Inglaterra (Beardsley, Burne-Jones, Ricketts) y el segundo en Francia con Moreau y Redon, e incluso Picasso. Otros artistas renacentistas que otorgaron una gran relevancia al contenido simbólico de sus obras fueron Giorgione, Tiziano y Alberto Durero, que también fueron admirados por los simbolistas decimonónicos. Un cierto grado de simbolismo se aprecia también en la obra de artistas barrocos como Rubens y Claudio de Lorena, así como en un género ampliamente tratado en esta época, el de la vanitas, cuyo propósito es por definición siempre simbólico: recordar al espectador lo efímero de la vida y la igualdad ante la muerte. En el rococó (siglo XVIII), un especial referente para los simbolistas fue Jean-Antoine Watteau, cuyas obras se alejaban de la alegoría simbólica convencional que había sido frecuente en el Renacimiento y Barroco para explorar un simbolismo más sutil y escondido, en el que hay que profundizar para entender las intenciones del artista y, por tanto, más próximo al movimiento simbolista.
Las raíces más próximas del simbolismo, ya en el siglo XIX, se encuentran en el Romanticismo y en alguna de sus ramificaciones, como el nazarenismo y el prerrafaelismo. Ya en estos movimientos se perciben algunos de los rasgos propios del simbolismo, como el subjetivismo, la introspección, el misticismo, la evocación lírica y la atracción por lo misterioso y lo irracional. Artistas románticos como William Blake, Johann Heinrich Füssli, Caspar David Friedrich, Eugène Delacroix, Philipp Otto Runge, Moritz von Schwind o Ludwig Richter preludian en buena medida el estilo desarrollado por los artistas simbolistas. Otro precedente que se suele considerar es Francisco de Goya, un artista a caballo entre el rococó y el Romanticismo —más bien un genio inclasificable— que preludió el simbolismo en obras como El sueño de la razón produce monstruos (1799, Museo del Prado, Madrid).
El Romanticismo fue un movimiento innovador que supuso la primera fractura contra el principal motor que impulsaba los tiempos modernos: la razón. Según Isaiah Berlin, se produjo «un desplazamiento de la conciencia que partió la espina dorsal del pensamiento europeo». Para los románticos, el mundo objetivo de los sentidos no tenía validez, por lo que se volvieron hacia su antítesis: la subjetividad. Los artistas se volvieron hacia su mundo interior, era su propio temperamento el que dictaba las reglas y no la sociedad. Frente a las reglas académicas dieron primacía a la imaginación, que sería el nuevo vehículo de expresión. Todo ello está en las bases del arte simbolista, hasta el punto que algunos expertos lo consideran una parte del movimiento romántico.
El inmediato antecesor del simbolismo fue el prerrafaelismo, un grupo de artistas británicos que se inspiraban —como su nombre indica— en los pintores italianos anteriores a Rafael, así como en la recién surgida fotografía, con exponentes como Dante Gabriel Rossetti, John Everett Millais, William Holman Hunt, Ford Madox Brown y Edward Burne-Jones. Aunque su estilo es realista, con imágenes de gran detallismo, de colores vivos y factura brillante, sus obras están plagadas de alusiones simbólicas, a menudo de inspiración literaria y con un tono moralizante, así como un fuerte misticismo. Su temática se centra en numerosas ocasiones en leyendas medievales —especialmente el ciclo artúrico—, el mundo renacentista o los dramas shakespearianos. Su estética se centra generalmente en la belleza femenina, un tipo de belleza sensual pero lánguida, con cierto aire de melancolía y de idealización de la figura femenina.

### Fuentes literarias

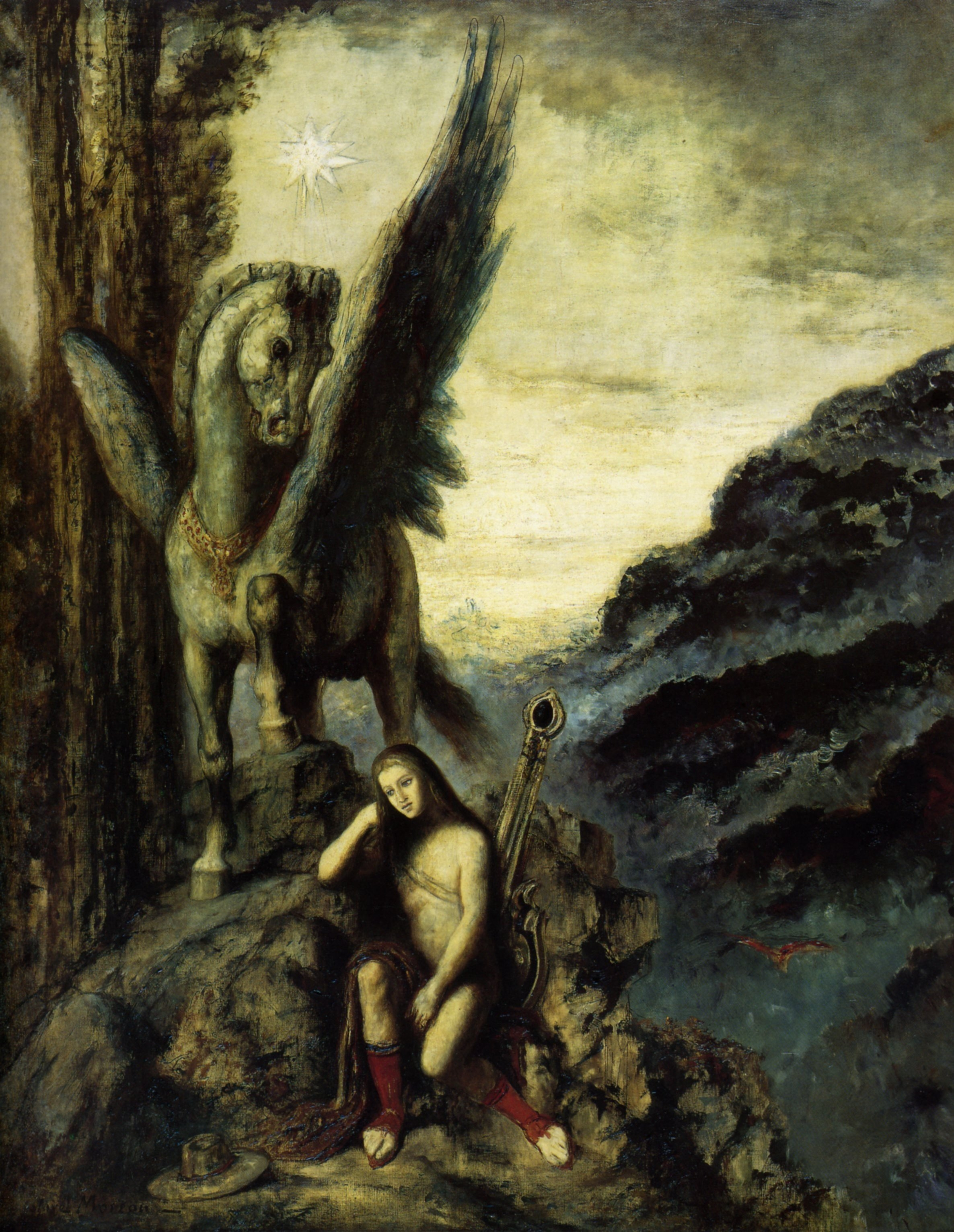
El poeta viajero (no datado), de Gustave Moreau, Museo Gustave Moreau, París

### Esteticismo

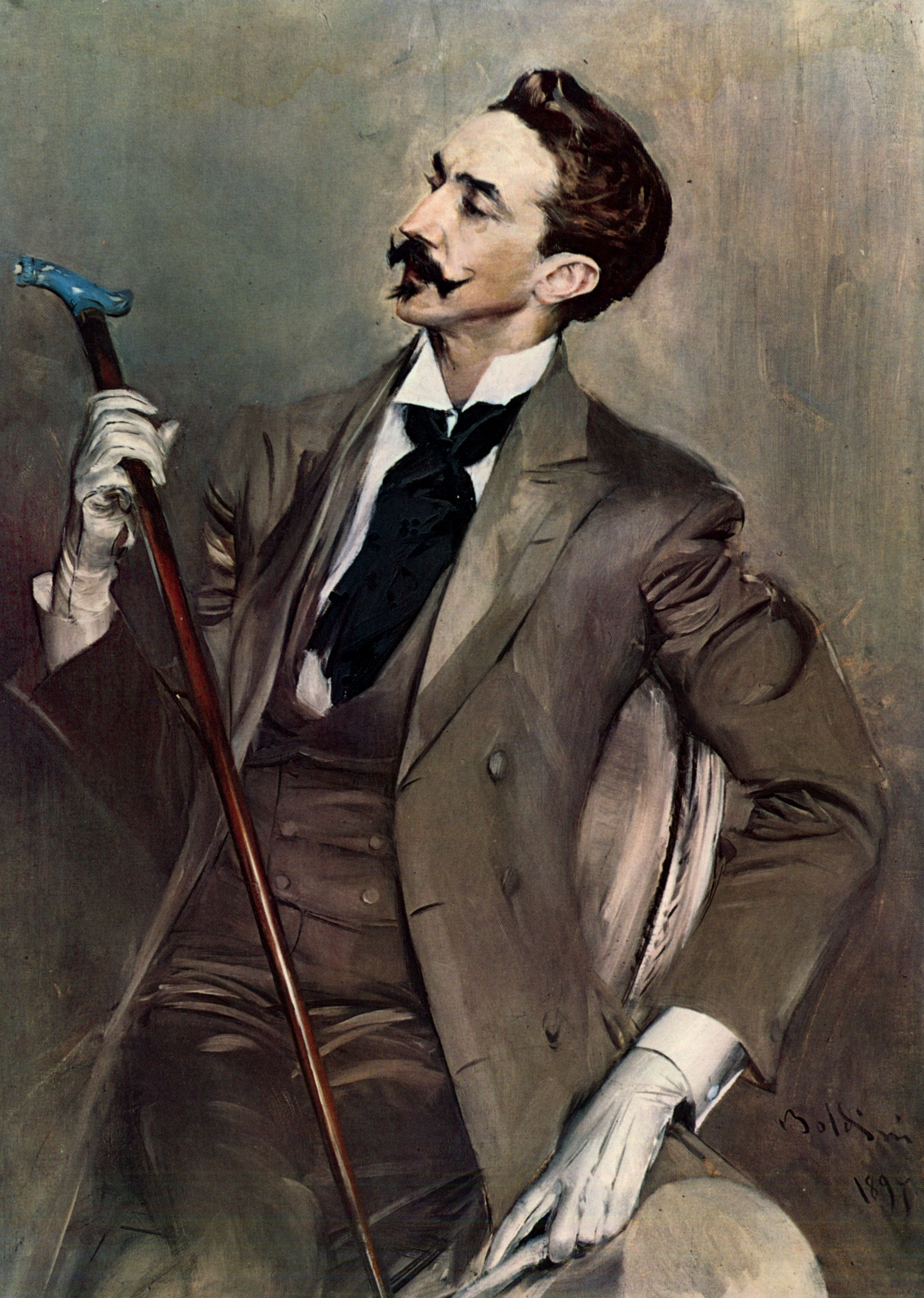
Retrato del conde Robert de Montesquiou (1897), de Giovanni Boldini, Museo de Orsay, París. Prototipo del dandi, el conde de Montesquiou fue probablemente el modelo del personaje Jean Floressas des Esseintes del libro A contrapelo de Joris-Karl Huysmans (1884)

### Difusión y legado

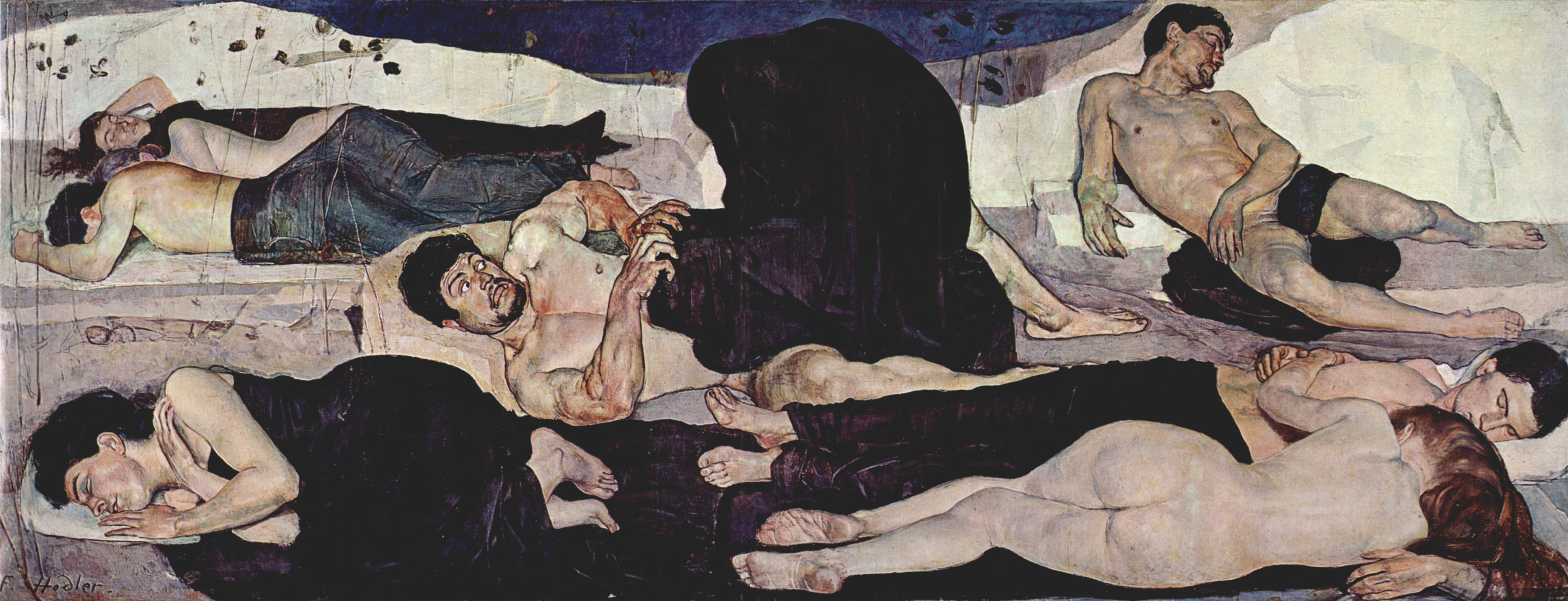
La noche (1889-1890), de Ferdinand Hodler, Museo de Bellas Artes de Berna

## Francia

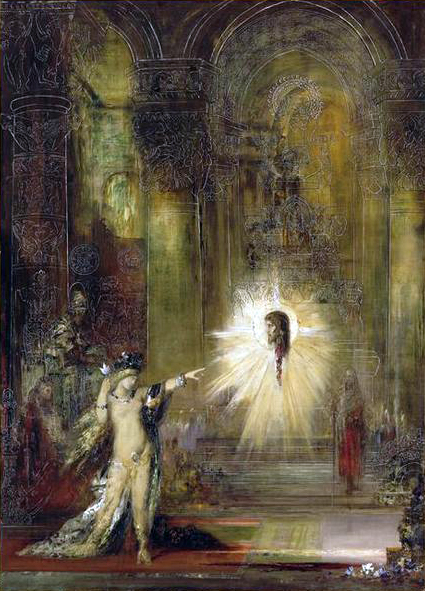
La aparición (1874-1876), de Gustave Moreau, Museo Gustave Moreau, París

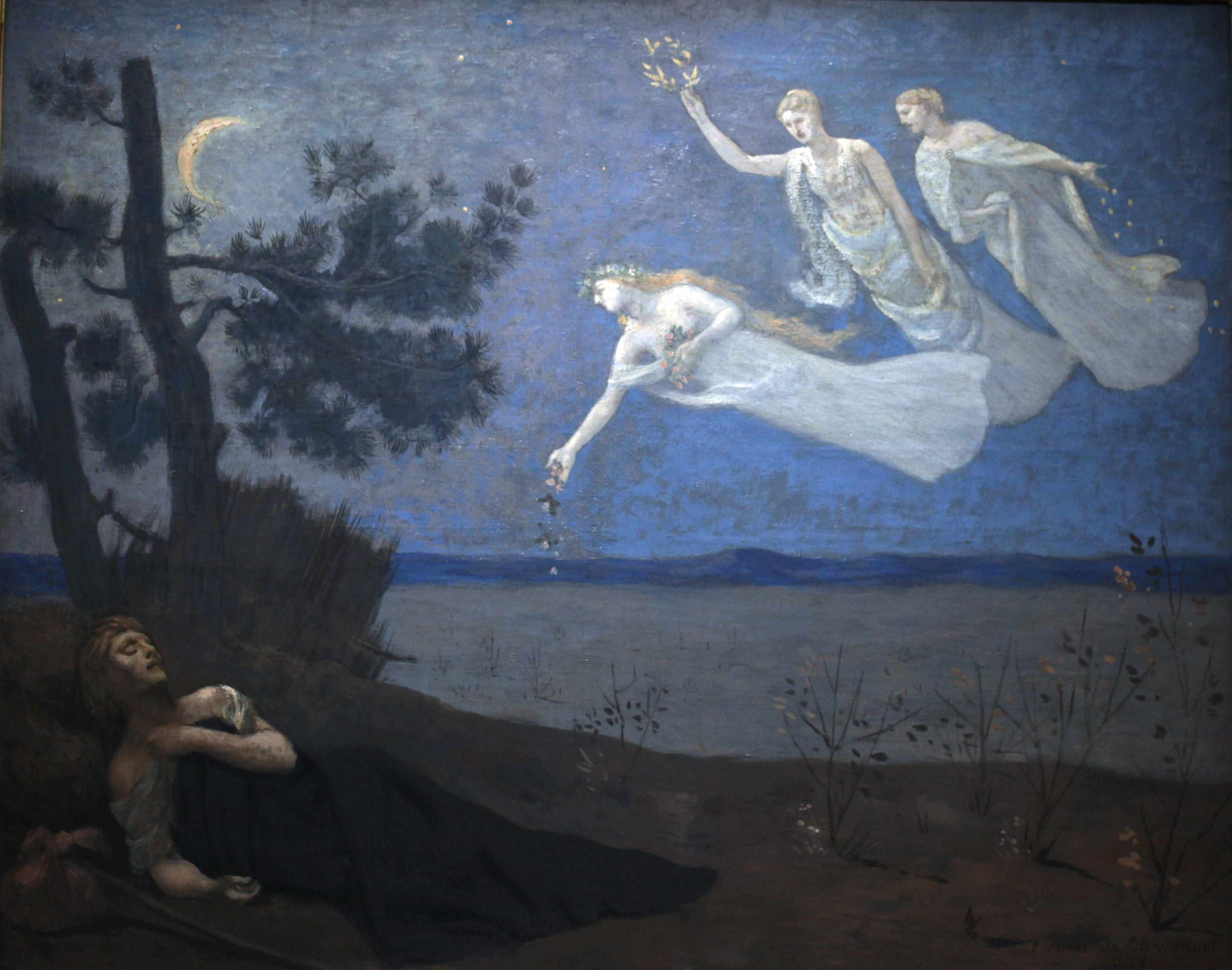
El sueño (1883), de Pierre Puvis de Chavannes, Museo del Louvre, París

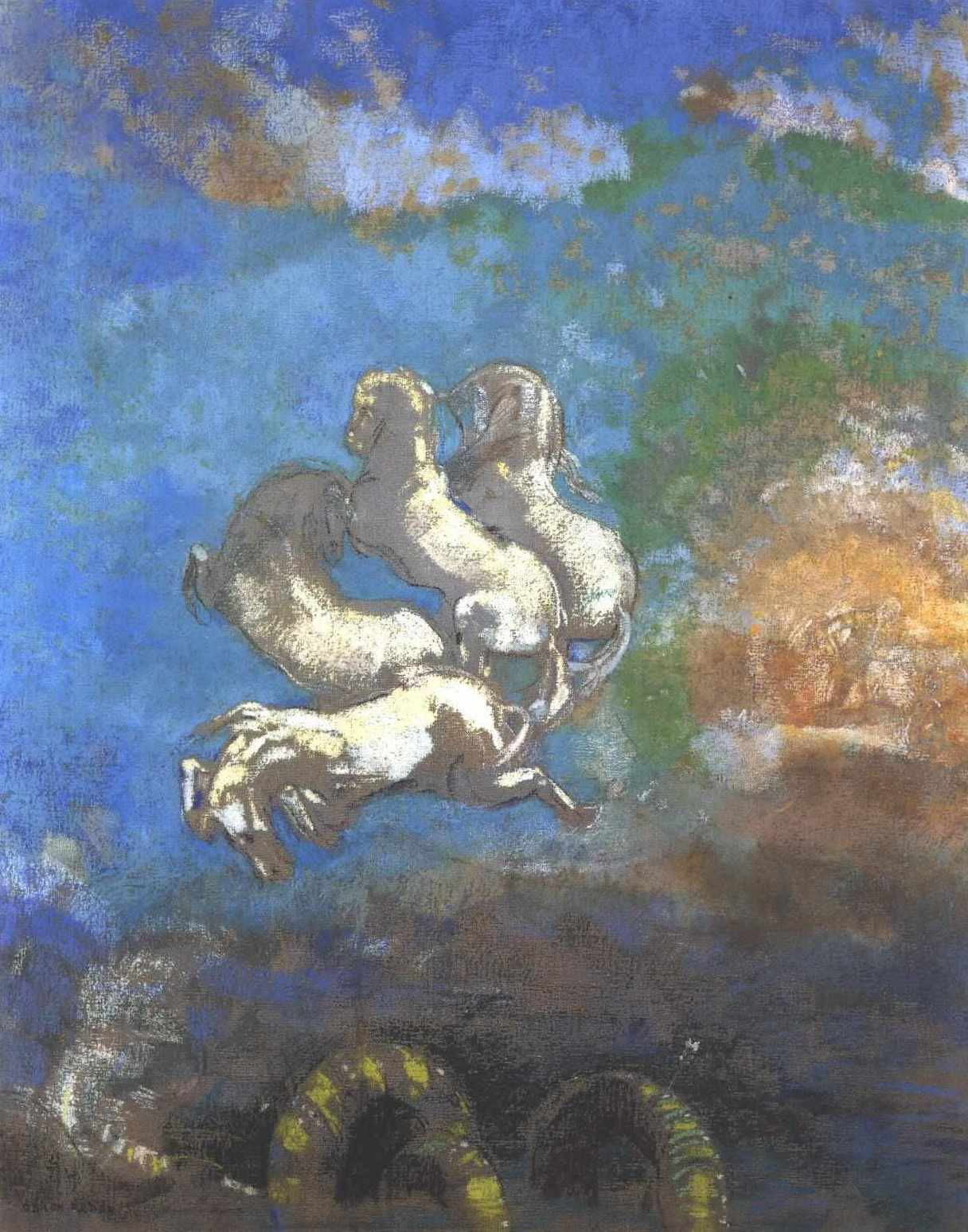
El carro de Apolo (1905-1914), de Odilon Redon, Museo de Orsay, París

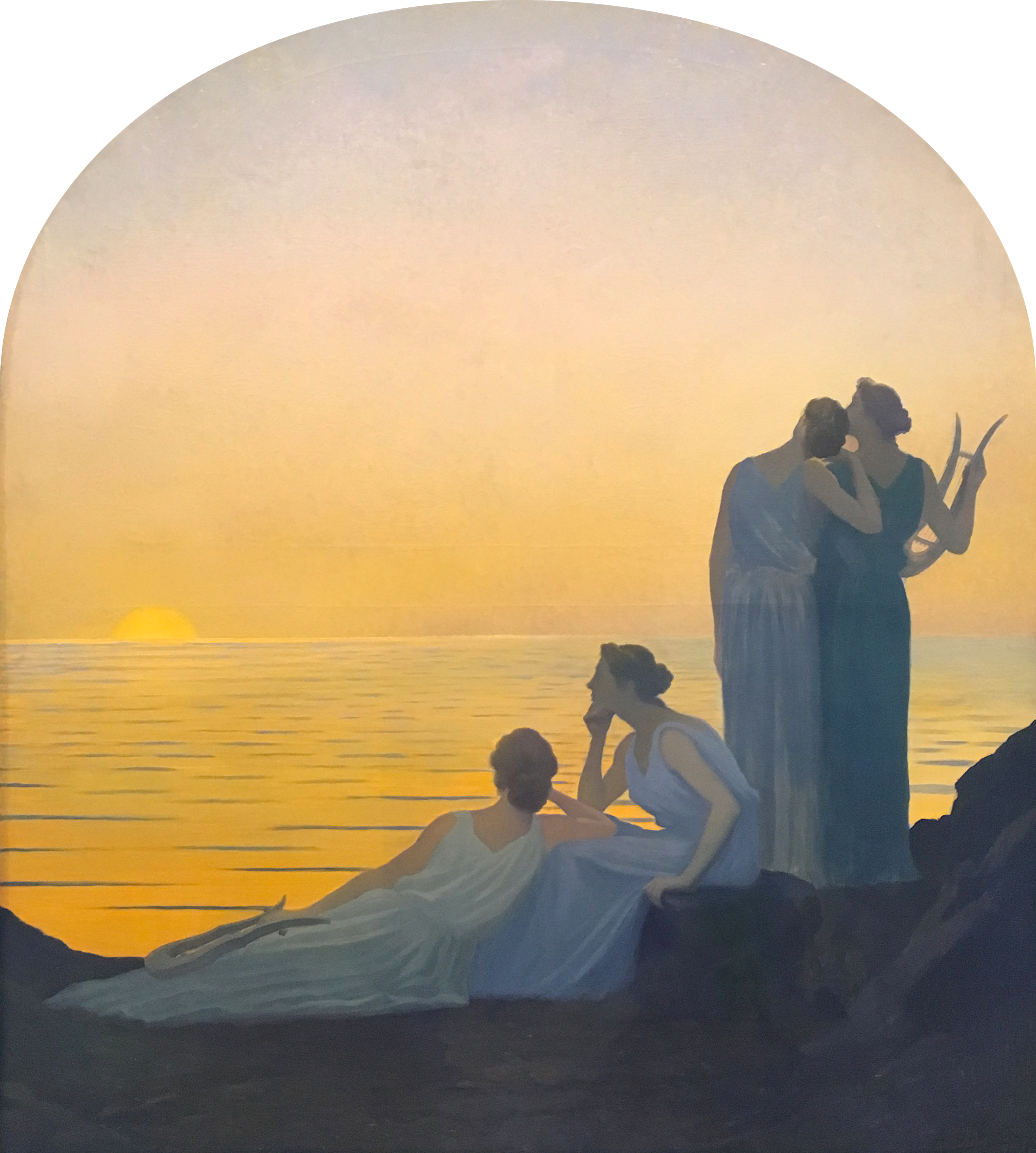
Tarde antigua (1908), de Alphonse Osbert, Petit Palais, París

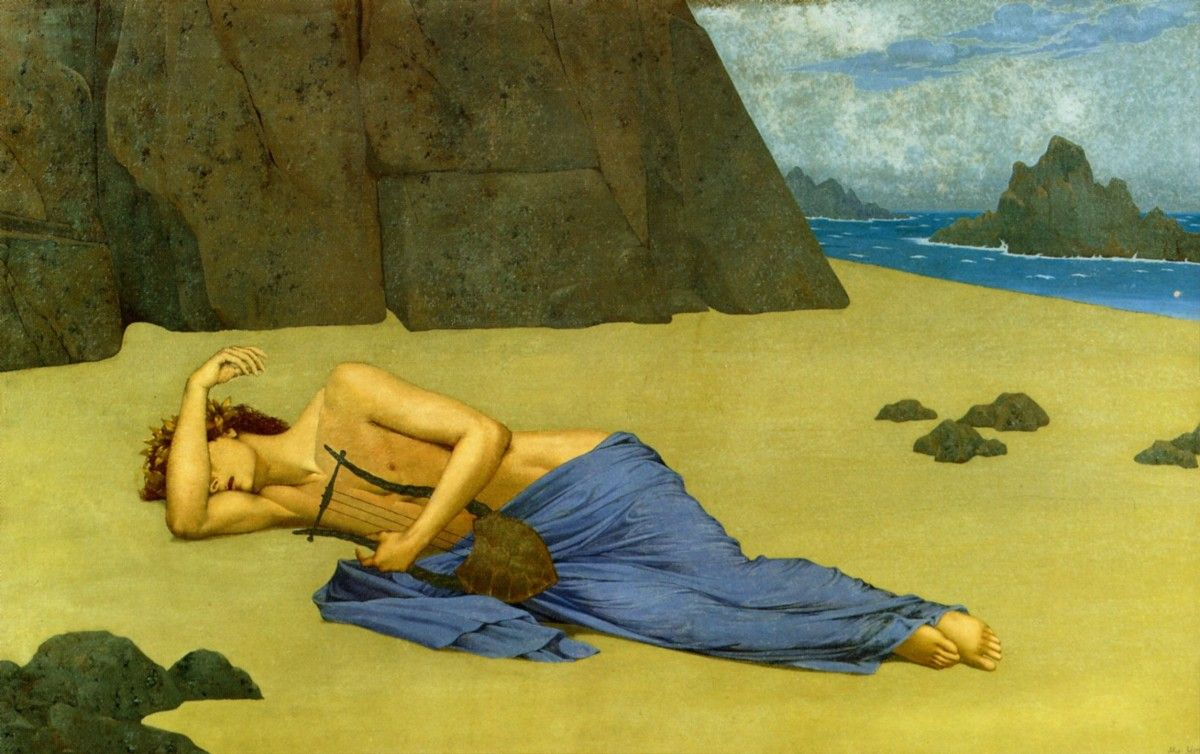
Lamento de Orfeo (1896), de Alexandre Séon, Museo de Orsay, París